# 日本宽板石鳖
日本宽板石鳖（学名：Placiphorella japonica），是新石鳖目鬃毛石鳖科Placiphorella属的一种。主要分布于中国大陆，常栖息在潮间带。